# هيكتور كاستيلانوس
هيكتور كاستيلانوس (بالإسبانية: Héctor Castellanos)‏ هو لاعب كرة قدم هندوراسي، ولد في 28 ديسمبر 1992 في Tela ‏ في هندوراس. لعب مع نادي موتاجوا ‏.

## مسيرته الكروية
لعب هيكتور كاستيلانوس خلال مسيرته الاحترافية مع ناديين في ثمانية مواسم وسجل خلالها هدفًا واحدًا ضمن 208 مباراة. ولم يفز بأي موسم بالكأس وفاز في موسمين بالدوري.
خاض هيكتور كاستيلانوس مسيرته مع نادي فيكتوريا في موسم 2012–13 واستمر معه طيلة ثلاثة مواسم، مشاركًا في 85 مباراة ولم يسجل أي هدف. ثم انتقل إلى نادي موتاجوا ‏ في موسم 2015–16 ليلعب معه خمسة مواسم، حيث شارك في 123 مباراة سجل خلالها هدفًا واحدًا.

## وصلات خارجية
- هيكتور كاستيلانوس على موقع قاعدة بيانات كرة القدم.إي يو (الإنجليزية)
- هيكتور كاستيلانوس على موقع ناشيونال فوتبول تيمز (الإنجليزية)
- هيكتور كاستيلانوس على موقع Soccerway.com (الإنجليزية)
- هيكتور كاستيلانوس على موقع عالم كرة القدم.نت (الإنجليزية)